# اندروویل (دلاویر)
اندروویل (به انگلیسی: Andrewville) یک منطقهٔ مسکونی در ایالات متحده آمریکا است که در شهرستان کنت، دلاویر قرار دارد.

## جغرافیا
ارتفاع آن ۵۲ فوت (۱۶ متر) است و در ۳۸ درجه و ۵۱ دقیقه و ۴۱ ثانیه شمالی و ۷۵ درجه و ۳۸ دقیقه و ۰۶ ثانیه غربی و در غرب فارمینگتون در جاده اندروویل واقع شده است.

## تاریخ
جمعیت اندروویل در سال ۱۹۰۰ برابر ۵۴ نفر بوده است.
کلیسای پروتستان متدیست بتل در سال ۱۹۹۸ به فهرست ملی اماکن تاریخی اضافه شد.